# Херкуланум
Херкуланум (итал. Ercolano) био је антички град у Кампанији који је нестао приликом ерупције вулкана Везува 24. августа 79. године. Према легенди, основао га је Херкул, а на његовом месту сада стоји италијански град Ерколано.
Овде су сачувани угљенисани папирусни свици.

## Историјат Херкуланума
Град је основан у 6. веку п. н. е., а од 89. године пре нове ере постаје Римски миниципиум. Налазио се у Напуљском заливу и страдао је заједно са Помпејом. Овај град је познат по скелетним и материјалним остацима, који су од великог значаја археолозима и истраживачима, јер су у том периоду Римљани спаљивали мртве. Град је више од 1600. година стајао прекривен пепелом, а до његовог проналаска долази 1709. године. Детаљна ископавања су започета исте године, али ни до данас нису завршена. Током ископавања 1981. године, пронађени су остаци само 150 људи, јер се сматра да се већина становника на време евакуисала. Приликом ископавања су пронађене разне уметнине, али и библиотека папирусних свитака са древним рукописима. Једна од лепших библиотека која је овде пронађена је такозвана Вила папируса.

### Вила папируса
Град је био преплављен великим слојем вулканске лаве, која се након хлађења претворила у стене. Ископавања Херкуланума су започета у 18. веку и одвијала су се копањем тунела кроз стене. Овом приликом је пронађена богата вила. Копачи су дошли до вила, дворишта оивиченим колонадама, али и до библиотеке. Ова библиотека је била мала просторија, 3mХ3m, на зидовима су се простирале полице, а налазили су се и дрвени плакари висине 1,80m, с полицама на обе стране. Плакари су заузимали највише простора, али су били распоређени тако да су људи имали довољно места да се крећу просторијом. Полице су биле попуњене папирусним свицима, укупно око 1 800 свитака. Ова вила у којој се библиотека налазила је добила име Вила папируса управо због великог броја свитака. Библиотека је била мала реплика Александријске и Пергамске библиотеке. Улазна врата су се отварала на колонаду дуж просторије. Иако су свици спаљени и угљенисани, има и читљивог материјала који сведочи о збирци. Већина свитака је на грчком језику, али се могу наћи и они који су на латинском. Већина свитака су списи филозофа Филодема, који је живео у Риму 70-40 година п. н. е. Према претпоставци, ова библиотека је припадала Л. Калпурнију Пизону, богатом племићу и Филодемовом пријатељу. Књиге из библиотеке су биле позајмљиване пријатељима.

## Галерија слика
- Зидни мозаик Нептун (митологија) и Афродита у кући бр. 22
- Кућа позната по многобројним мозаицима
- Римско купатило у коме је пронађена већина људских остатака
- Скелети у купатилу
- Поплочана улица
- Зидне слике раног стила
- Мермерни под